# Rudolf Renggli
Rudolf R. Renggli (Entlebuch, 17 maart 1946) is een Zwitsers componist, dirigent en klarinettist.

## Levensloop
Renggli studeerde na zijn militaire dienst aan de Musikhochschule Luzern te Luzern onder andere klarinet en HaFa-directie. Hij studeerde ook kerkmuziek en muziekopleiding aan de Muziekacademie te Luzern. Verder studeerde hij zang bij Derrick Olsen te Bazel, bij Margrit Konrad in Bern en bij Elisabeth Schwarzkopf. Zijn studies rondde hij met meestercursussen af bij Ferdinand Leitner (orkestdirectie) en bij Albert Jenny, Albert Benz, Caspar Diethelm, Friedrich Etzelmann en Alfred Reed (compositie). 
Hij dirigeerde verschillende harmonieorkesten, zoals de Musikgesellschaft Werthenstein (vanaf 1971), de Musikgesellschaft Geiss (vanaf 1972), de Musikgesellschaft Finsterwald en de Harmonie-Musik Kriens. In 1974 werd hij dirigent van de Orchesterverein Entlebuch. Hij is ook dirigent van de Brass Band Frohsinn Schötz. Renggli was muziekredacteur bij de Zwitserse DRS (omroep) en later bij de televisie. Van 1997 tot 2007 was hij voorzitter van de muziek-commissie bij de Luzerner Kantonal-Blasmusikverband. 
Renggli is een veelgevraagd jurylid bij koor- en blaasorkest-wedstrijden, onder andere bij het Solothurner Kantonales Musikfest in 2009. Als componist schreef hij werken voor koor en voor harmonieorkest.

## Composities

### Werken voor harmonieorkest
- 1984 Fantasie für Blasorchester
- Darvino Marchesi-Marsch
- Divisionär-Bucheli-Marsch

### Werken voor koren
- Abig a der Limmat, voor mannenkoor - tekst: Robert Marti
- Ärdeplatz, voor mannenkoor - tekst: Lisbeth Arnold
- Christmas On Mountain, voor mannenkoor
- De Bäsetanz, voor mannenkoor - tekst: Paul Steinmann
- Es Wunder, voor mannenkoor - tekst: Lisbeth Arnold
- Früeh am Morge, voor mannenkoor - tekst: Christian Knellwolf
- I der Stilli, voor mannenkoor - tekst: Beat Jäggi
- Jede Tag, voor mannenkoor - tekst: Paul Steinmann
- Jetzt wämmer zäme stah, voor mannenkoor - tekst: Herbert Marberger
- Liebesgfühl, voor mannenkoor
- Morgenmuffel, voor mannenkoor - tekst: Hans Bracher
- My Boum, My Fründ, voor mannenkoor - tekst: Margrit Widmer-Renggli
- Vater unser, voor gemengd koor
- Wiehnachtsgab, voor mannenkoor - tekst: Lisbeth Arnold